# Lago Großer Prebelow
El lago Großer Prebelow (en alemán: Großer Prebelowsee) es un lago situado junto a la ciudad de Rheinsberg, al norte del distrito rural de Prignitz Oriental-Ruppin —junto a la frontera con el estado de Mecklemburgo-Pomerania Occidental—, en el estado de Brandeburgo (Alemania), a una elevación de 55.7 metros; tiene un área de 280 hectáreas. 
Este es uno de los lagos que forman parte del sistema de lagos Rheinsberg.